# Karl von Neuenstein
Joseph Karl Franz Xaver Freiherr von Neuenstein (auch Carl Freiherr von Neuenstein; * 27. Oktober 1767 in Donaueschingen; † 15. Februar 1838 in Durlach) war ein deutscher Generalleutnant.

## Leben
Neuenstein war Sohn des fürstlich-fürstenbergischen Oberstallmeisters Carl Fidelis Stanislaus Freiherr von Neuenstein. Er erhielt an der Akademie in Stuttgart seine militärische Ausbildung und wurde im Alter von 15 Jahren 1782 Hauptmann im Schwäbischen Kreisinfanterieregiment Fürstenberg, 1795 dort Premiermajor. 1806 trat er, nun zum Oberstleutnant aufgestiegen, in den Dienst Badens, bevor er 1807 in die Führung des badischen Leibregiments vorrückte. Der in mehreren Feldzügen erfahrene Offizier konnte seinen ersten selbstverantworteten militärischen Erfolg beim Gefecht bei Stargard am 21. Februar 1808 verzeichnen. Er wurde in der Folge zum Oberst befördert. Beim Feldzug gegen Österreich 1809 führte er als Kommandeur zunächst das Regiment von Harrant, dann das badische Leibregiment und schließlich die badische Feldbrigade. 
Neuenstein wurde 1809 zum Generalmajor befördert und nach Spanien gesandt, wo er das Napoleon Bonaparte unterstehende badische Kontingent zu befehligen hatte. Noch bei der Schlacht bei Vitoria am 21. Juni 1813 kämpfte er auf der Seite Frankreichs. Als Baden der Koalition aus Preußen, Österreich und Russland beigetreten war, wurde sein badisches Kontingent am 12. Dezember 1813 in Bayonne entwaffnet und in Kriegsgefangenschaft genommen. Dort verblieben sie bis zum Abschluss des Ersten Pariser Friedens. Mit seiner Rückkehr 1814 nach Karlsruhe, wurde er zum Generalleutnant ernannt. In diesem Zuge erhielt er das Kommando über die zweite badische Infanteriebrigade und das badische Reservekorps. Bereits 1814/1815 nahm er wieder an Kampfhandlungen teil.
Neuenstein wurde nach dem Wiener Kongress 1815 Kommandant der zweiten badischen Militärdivision, bevor 1817 seine Ernennung zum Generaladjutanten der Infanterie erfolgte. In dieser Stellung blieb er bis zu seiner Versetzung in den Ruhestand 1832. In seinen letzten Dienstjahren gelangte er in diplomatischen Missionen an mehrere auswärtige Höfe. 
Neuenstein verbrachte seine letzten Lebensjahre in dürftigen Lebensverhältnissen. Ein großes Grabmal wurde anonym vom badischen Offizierskorps gestiftet.

## Ehrungen
- 1809: Komturkreuz des Militär-Karl-Friedrich-Verdienstordens[1]
- 1821: Großkreuz des Ordens vom Zähringer Löwen[2]
- 1938: Benennung der Neuensteinstraße in Durlach